# Berville-la-Campagne
Berville-la-Campagne ist eine französische Gemeinde mit 265 Einwohnern (Stand: 1. Januar 2022) im Département Eure in der Region Normandie (vor 2016 Haute-Normandie). Sie gehört zum Arrondissement Bernay und zum Kanton Brionne. Die Einwohner werden Bervillois genannt.

## Geographie
Berville-la-Campagne liegt etwa 24 Kilometer westlich von Évreux. Umgeben wird Berville-la-Campagne von den Nachbargemeinden Barquet im Nordwesten und Norden, Émanville im Norden und Nordosten, Faverolles-la-Campagne im Osten und Südosten, Louversey im Südosten und Süden, Tilleul-Dame-Agnès im Süden, Collandres-Quincarnon im Süden und Südwesten sowie Romilly-la-Puthenaye im Westen.

## Bevölkerungsentwicklung
| Jahr                       | 1962 | 1968 | 1975 | 1982 | 1990 | 1999 | 2006 | 2013 | 2019 |
| Einwohner                  | 136  | 117  | 152  | 147  | 131  | 113  | 137  | 211  | 255  |
| Quellen: Cassini und INSEE |      |      |      |      |      |      |      |      |      |

## Sehenswürdigkeiten
- Kirche Notre-Dame-de-Fatima aus dem 20. Jahrhundert, Ersatzbau für die 1940 zerstörte Kirche Saint-Martin

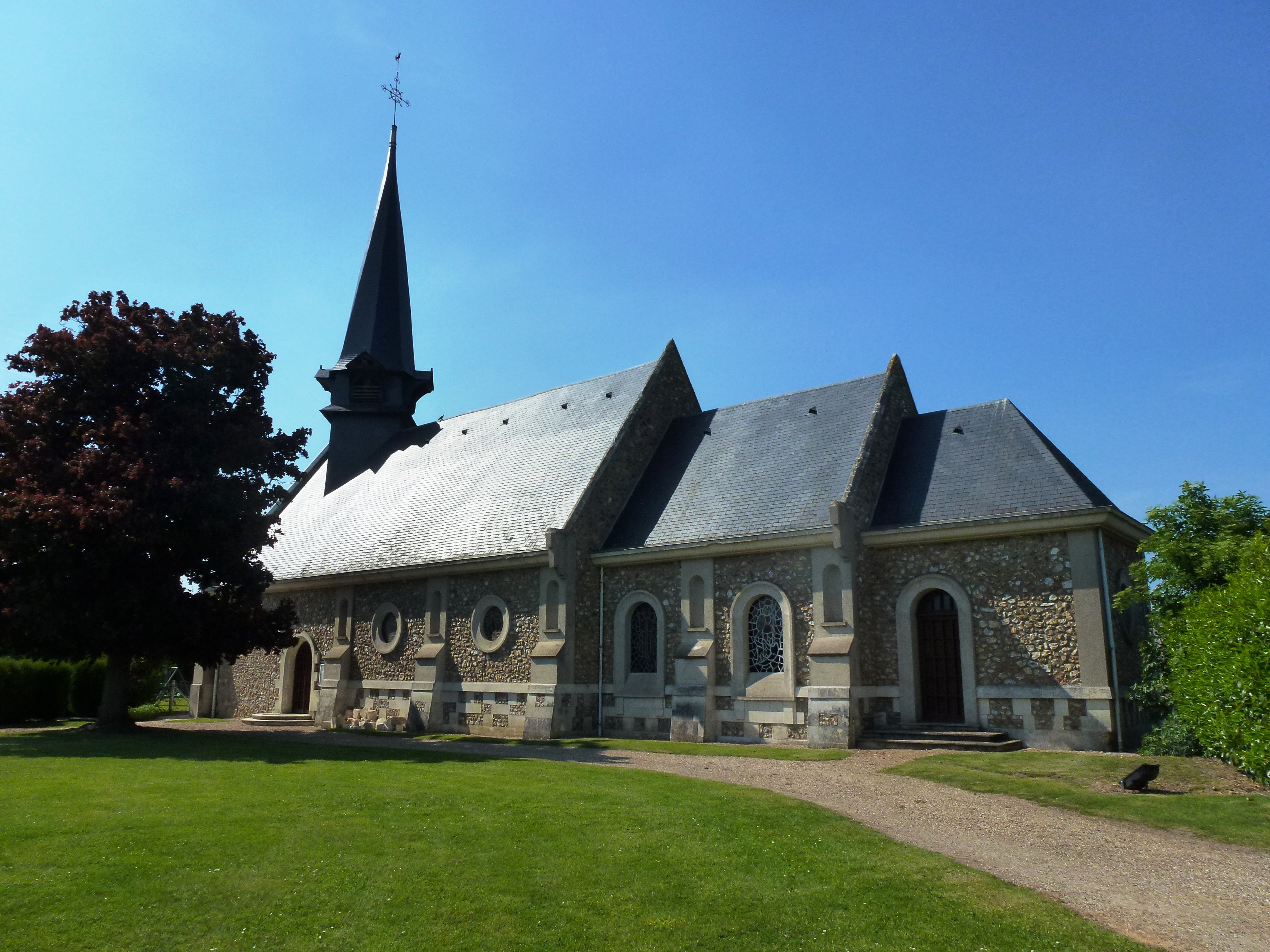
Kirche Notre-Dame-de-Fatima